# Friedrich Adolf Krummacher
Friedrich Adolf Krummacher (ur. 13 lipca 1767 w Tecklenburgu, zm. 4 kwietnia 1845 w Bremie) – niemiecki teolog ewangelicki.

## Życiorys

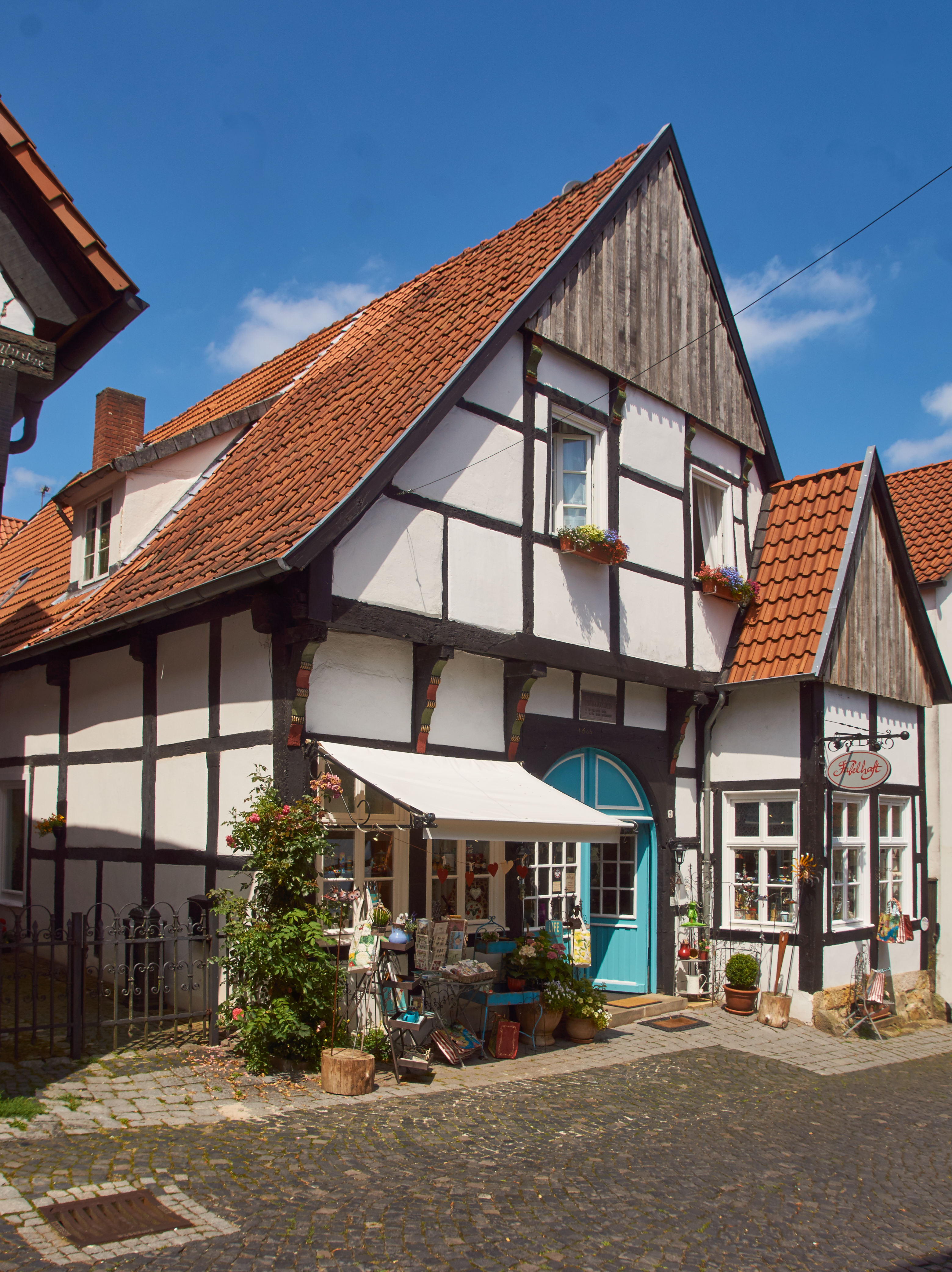
Miejsce urodzenia Friedericha Adolfa Krummachera w Tecklenburgu

Friedrich Adolf Krummacher urodził się w miejscowości Tecklenburg. Jego ojcem był prawnik i burmistrz tej miejscowości Jacob Friedrich Krummacher. Friedrich miał młodszego brata Gottfrieda Daniela Krummachera, dwójkę dzieci Friedricha Wilhelma Krummachera i Emila Wilhelma Krummachera, oraz wnuka Adolfa Krummachera.
Od jesieni 1784 roku Friedrich studiował teologię w zrefermowanym wówczas protestanckim Gymnasium Academicum w Lingen, następnie od 1786 teologię i filozofię na Uniwersytecie Marcina Lutra Halle. W 1788 zdał egzaminy w Tecklenburgu, a w 1790 został wicedyrektorem gimnazjum Hammonense (niem. Gymnasium Hammonense w Hamm. Od 1793 do 1801 Krummacher był dyrektorem szkoły średniej Adolfinum Moers (niem. Gymnasium Adolfinum Moers. Po uzyskaniu doktoratu z teologii w 1801 roku został profesorem teologii reformowanej w Duisburgu, a od 1802 roku zajmował dodatkowe stanowisko nauczyciela elokwencji.
W 1805 roku Krummacher opublikował swoje popularne przypowieści. Po upadku Uniwersytetu w Duisburgu w 1807 roku pracował jako pastor w Kettwig an der Ruhr (dziś: Essen), gdzie jego imieniem nazwano „Krummacherstrasse”. Od 1812 roku pełnił funkcję generalnego superintendenta Anhalt-Bernburg. Jego zięć, malarz Wilhelm von Kügelgen, stworzył literacki pomnik czasów Krummachera w Bernburgu w słynnych Jugenderinnerungen eines alten Mannes, w których nazwał Friedricha Adolfa Krummachera Ätti. W 1824 r. został proboszczem parafii św. Ansgarii w Bremie, gdzie w 1843 r. przeszedł na emeryturę i zmarł dwa lata później.
Krummacher pozostawał pod wpływem Johanna Gottfrieda von Herdera i Matthiasa Claudiusa i należał do ruchu odrodzenia (niem. Erweckungsbewegung, który był krytyczny, a nawet wrogi racjonalizmowi. W Duisburgu wchodził w skład grona skupionego wokół Johanna Gerharda Hasenkampa, natomiast Johannes Clauberg (1622–1665), jako rektor uczelni, wprowadził już racjonalizm kartezjański, który za czasów Krummachera reprezentował wówczas Heinrich Adolph Grimm na uniwersytecie.
Teksty Krummachera zostały częściowo skomponowane z muzyką Franza Schuberta (np. Die Nacht); jego chorały (np. Eine Herde und ein Hirt; Stado i pasterz) do końca XX wieku były częścią pieśni niemieckojęzycznych hymnów protestanckich.
Das Alpenlied
| Auf hoher Alp Wohnt auch der liebe Gott, Er färbt den Morgen rot, Die Blümlein weiß und blau, Und labet sie mit Tau. Auf hoher Alp ein lieber Vater wohnt. Auf hoher Alp Von kräuterreichen Höhen Die Lüftlein lieblich wehen, Gewürzig, frei und rein. Mag's auch sein Odem sein? Auf hoher Alp ein lieber Vater wohnt. Auf hoher Alp Erquickt sein milder Strahl Das stille Weidetal; Des hohen Gletschers Eis Glänzt wie ein Blütenreis. Auf hoher Alp ein lieber Vater wohnt. | Auf hoher Alp Des Gießbachs Silber blinkt; Die kühne Gemse trinkt An jäher Felsen Rand Aus seiner hohlen Hand. Auf hoher Alp ein lieber Vater wohnt. Auf hoher Alp In Scharen weiß und schön Die Schafe und Zieglein gehn Und finden´s Mahl bereit, Daß sich ihr Herz freut. Auf hoher Alp ein lieber Vater wohnt. Auf hoher Alp Der Hirt sein Heerdlein schaut; Sein Herz Gott vertraut; Der Geiß und Lamm ernährt, Ihm auch wohl gern beschert. Auf hoher Alp ein lieber Vater wohnt! |  |